# 江门北站
江门北站是位于广东省江门市鹤山市龙口镇的铁路车站，2012年12月29日随广珠铁路建成而开通运营。目前仅办理货运业务。

## 历史
2012年12月29日，本站随广珠铁路开通而启用，时名鹤山市站。2017年5月1日更名为江门北站。同時原先江门站的货运班列逐步改至此站办理业务。
2018年，当局启动广珠铁路客运化改造工程，当中包括为本站增建两座站台和两条到发线，并改建客运站房。2021年9月，江门北站客运站房开始进场施工。
2022年3月，本站开始开行中老班列，由江門北站—雲南—老挝萬象，全程約2400公里。同年4月28日，本站開行中歐班列，由江門北站—阿拉山口—波蘭馬拉舍維奇—德國漢堡—德國杜伊斯堡车站，全程运行12607公里。